# 754 TCN
754 TCN là một năm trong lịch La Mã.